# Octobre 1872

## Événements
- France : l'Institut industriel du Nord est établi dans les locaux de l'École des arts industriels et des mines de Lille.

- 15 octobre : création de la compagnie de chemin de fer Canadien Pacifique (Canadian Pacific Railway).

- 23 octobre : le commissaire impérial chinois présente ses excuses au président Adolphe Thiers pour le massacre des Français à Tianjin en 1870.

- 26 octobre, Allemagne : le Reichstag décide la germanisation de la Posnanie, slavophone. L’emploi de l’allemand devient obligatoire à l’université.

- 31 octobre : Oliver Mowat devient premier ministre de l'Ontario remplaçant Edward Blake.

## Naissances
- 4 octobre : Ernest Fourneau, fondateur de la chimie thérapeutique française († 5 août 1949).
- 17 octobre : Samuel Wickett, économiste
- 20 octobre : Hassine Bouhageb, médecin, éducateur et promoteur du sport tunisien († 13 mars 1946).
- 21 octobre : Ralph Vaughan Williams, compositeur britannique († 26 août 1958).
- 24 octobre : 
  - Alphonse Muscat (mort en 1944), sculpteur et statuaire français
  - Guillaume-Léonce Duprat (mort le 30 novembre 1956), philosophe français, professeur de sociologie et d’économie sociale à l’Université de Genève
  - Jean Labach (mort le 25 octobre 1962), personnalité politique française
  - Peter O'Connor (mort le 9 novembre 1957), athlète irlandais
  - William Chambers Coker (mort le 26 juin 1953), botaniste américain
- 26 octobre : Alfred Bourgeois, politicien.

## Décès
- 23 octobre : Théophile Gautier, poète, romancier et critique d'art français (° 1811).
- 24 octobre :
  - Charles Victor Daremberg (né le 14 mars 1817), médecin et historien français
  - Félix de Villebois (né le 29 janvier 1789), écrivain français
  - Jean-Baptiste Évariste Marie Pricot de Sainte-Marie (né le 11 septembre 1810), militaire et géographe français
  - Léon Sandon (né le 1er janvier 1823), avocat français